# THK (有限公司)
THK 有限公司是日本的机器零部件制造商。

## 概要
公司的旗舰产品是在轨道上行进的可移动零件和螺桿，称为 直线运动导轨。这些零件用于机械和汽车零部件制造等应用中。它们还用在大型建筑物的抗震隔离装置中，近年来公司也为小型住宅开发了抗震隔离装置。机械零部件业务占了公司销售结构的 100%。
广播公司东海电视放送 不是公司集团的一部分，尽管缩写相同。
THK 的名称是三个关键词的首字母缩写：Toughness（韧性）、High Quality（高品质）和 Know-how（技术诀窍）。

## 公司历史
- 1971 年 4 月：成立，公司名称为 Toho Seiko Co., Ltd.。
- 1972 年 12 月：与 Nisshin Seisakujo Co., Ltd. 合并。
- 1984 年 1 月：营业名称改为 T.H.K.Co., Ltd.。
- 1985 年 4 月：与 Toyo Seiko Co., Ltd. 合并。
- 1988 年 4 月：与 THK Hanbai Co., Ltd. 合并。
- 1989 年 11 月：在 JASDAC 上市。
- 2001 年 2 月：在东京股票交易所第一部上市。
- 2002 年 11 月：营业名称改为 THK Co., Ltd.。

## 主要工厂
- 甲府工厂（山梨县，中央市）
- 岐阜工厂（岐阜县，Fuwa 县，关原镇)
- 三重工厂（三重县，松阪市）
- 山口工厂（山口县，山阳小野田市）
- 山形工厂（山形县，东根市）

## 主要子公司
- 当前，截至 2011 年。分支机构也已列出。

### 合并的子公司
- THK Index（原 Taito Seiki Verdex）
- Talk System
- THK Niigata
- THK Rhythm/THK Rhythm Kyushu
- Rhythm Tool Trading Engineering
- THK Holdings of America LLC（美国伊利诺伊州绍姆堡）
- THK America Inc.（美国伊利诺伊州绍姆堡）
- THK Manufacturing of America, Inc.（美国俄亥俄州希伯伦）
- THK Rhythm North America Co., Ltd.（美国田纳西州）
- THK Europe B.V.（荷兰）
- THK GmbH（德国北莱茵 - 威斯特法伦州）
- THK France SAS（法国达迪利）
- THK Manufacturing of Europe SAS（法国昂西塞姆）
- PGM Ballscrews Ireland Ltd.（爱尔兰都柏林）
- THK Taiwan Co., Ltd.（台湾台北市）
- THK（中国）投资有限公司（中国辽宁大连）
- THK（中国）国际贸易有限公司（中国上海）
- 大连 THK 轴承工业有限公司（中国辽宁大连）
- THK（无锡）精密工业有限公司（中国江苏无锡）
- THK（辽宁）精密工业有限公司（中国辽宁大连）
- Beldex Korea（韩国首尔）
- THK LM System Pte. Ltd.（新加坡）
- THK Rhythm（广州）有限公司
- THK Rhythm（泰国）有限公司（泰国）

### 分支机构
- Mimasu THK（韩国大丘）

## 附注
1. ↑  .   [2014-06-05]. （原始内容存档于2014-05-28）.